# Carlos Terry
Carlos Fernando Terry (Lexington, 22 giugno 1956 – Contea di Prince George, 12 marzo 1989) è stato un cestista statunitense, professionista nella NBA.

## Carriera
Venne selezionato dai Los Angeles Lakers al quinto giro del Draft NBA 1978 (104ª scelta assoluta).

## Palmarès
- All-CBA Second Team (1980)
- Migliore nella percentuale di tiro CBA (1980)